# Mott the Hoople (album)
Mott the Hoople è il primo ed eponimo album in studio del gruppo musicale inglese Mott the Hoople, pubblicato nel 1969.

## Tracce
Lato 1
1. You Really Got Me (Ray Davies) - 2:55
2. At the Crossroads (Doug Sahm) - 5:33
3. Laugh at Me (Sonny Bono) - 6:32
4. Backsliding Fearlessly (Ian Hunter) - 3:47

Lato 2
1. Rock and Roll Queen (Mick Ralphs) - 5:10
2. Rabbit Foot and Toby Time (Mick Ralphs)  - 2:04
3. Half Moon Bay (Mick Ralphs, Ian Hunter) - 10:38
4. Wrath and Wroll (Guy Stevens) - 1:49

## Formazione
- Ian Hunter - voce, piano, chitarra
- Mick Ralphs - chitarra, cori
- Pete "Overend" Watts - basso, cori
- Dale "Buffin" Griffin - batteria, cori
- Verden Allen - organo, cori
- Guy Stevens - piano